# 대한민국 내 인종차별
국내 인권위의 2020년 보도에 따르면 현재 이주민 응답자의 68.4%, 그리고 공무원 및 교원 응답자가 89.8%에 달할 만큼 인종차별이 존재한다고 하였으며, 이주민 당사자들 338명에 대한 조사 결과 차별 사유로 인종 44.7%, 민족 47.7%, 피부색 24.3% 보다 한국어 능력 62.3%, 한국인이 아니라서(국적) 59.7% 등의 사유가 더 높은 것으로 확인되었다.
조사 대상 1245명의 한국인 중 15.2%가 다른 인종을 이웃으로 원하지 않는다고 응답했다. 이는 2010-2014년 세계 가치 조사의 평균보다 크게 낮으며, 조사된 1200명의 한국인들 중 34.1%가 다른 인종을 이웃으로 원하지 않는다고 언급했다. 2010-2014년 조사에서는 44.2%가 "이민자/외국인 근로자"를 이웃으로 원하지 않는다고 답하였다. 2017-2020년 보고서에 따르면 이 수치는 22.0%로 떨어졌다.
인종차별주의적인 태도는 다른 아시아 국가들과 아프리카에서 온 이민자들에게 더 흔하게 드러나며, 유럽과 백인 북미 이민자들에게는 덜 나타난다. 오히려 이들에게는 때때로 "지나치게 친절한 대우"를 한다는 반응도 있다. 혼혈아, 중국계 한국인, 북한계 이민자에 대해서도 이와 관련된 차별이 보고되고 있다.

## 역사
학자들은 한국의 강한 국가 정체성이 조상 혈통, 공통어, 관습, 역사"의 오랜 전통에서 비롯되었다고 믿고 있으며, 20세기 일제 강점기와 그 이후에 강화되었다. 한국의 언어, 문화, 역사, 민족성을 지우려는 일본인들의 시도는 한국인들의 주권을 되찾고 유지하기 위한 방법으로 민족 중심주의와 민족주의를 구축하게 되었다.
1997년의 아시아 금융 위기(IMF)는 이민자들과 외국인들에 대한 한국인들의 지배적인 태도를 형성한 사건들 중 하나이다. 1997년 외환위기 때, IMF는 한국에 구조조정과 긴축을 강요했고 그것이 한국 경제에 미치는 악영향은 금융기관의 폐쇄를 야기시켰고, 기업들은 문을 닫고, 노동자의 5%는 일자리를 잃었으며, 대다수 국민의 소득은 감소했다. GDP 역시 고소득 국가에서 중소득 국가로 하락하게 되었다.

## 교육
혼혈 초중학생 또는 국제결혼으로 태어난 학생의 40%만이 반 친구들에 의해 한국인으로 여겨진다. 거의 50%의 학생들은 같은 국적 배경을 가지고 있지 않은 학생들과 관계를 유지하는 것이 어렵다고 말했다. 한국 학생들이 이렇게 생각하는 이유는 급우들의 피부색이 다르고(24.2%), 다른 한국 학생들에게 따돌림을 당할 우려(16.8%), 혼혈아들과 친구가 될 경우 창피함을 느끼기(15.5%) 때문이다.
한국 아이들은 또한 아프리카인과 아프리카계 사람들을 차별하는 경향을 보인다. 2015년 Education Research International의 연구에서 한국 아이들은 그림책의 어두운 피부 캐릭터에 부정적인 반응을 보인다. 아이들의 이런 태도는 흑인과 백인 지배적인 환경에 대한 부모의 반흑인 편견을 반영하는 것으로 보인다.
좀 더 학문적인 환경에서, 연구들은 한국 대학생들이 외국인 교수들을 그들의 이름으로 부르고, 학생들이 전통적으로 한국 교수들에게 보여주는 것과 같은 정도의 존경을 보여주지 않음으로써 그들을 차별한다는 것을 보여준다. 가르치는 것은 한국 문화에서 높은 존경과 존경을 받고 있으며, 이러한 대우의 차이는 많은 대학 외국인 교수들에 의해 눈에 띈다.

## 정부 정책
최근 입법, 특히 외국인 근로자 고용법 (2004)과 다문화 가정 지원 (2008)은 이민자들의 상황을 개선시켜, 그들의 인권과 노동권을 더 효율적으로 보호하고 있다. 2011년 군 당국은 혼혈인의 입영을 금지하는 규정을 폐지하고 입영 선서를 시민권에 대한 인종순수를 언급하지 않는 쪽으로 바꿨다. 마찬가지로, 관련 개념도 학교 커리큘럼에서 제외되었다. 이는 부분적으로 국제적 압력, 특히 한국의 지속적인 민족 중심적 사고가 "동종과 문화에 속하는 외국인들과 사람들에 대한 동등한 대우와 존중을 실현하는 데 장애가 될 수 있다"고 언급한 유엔 인종 차별 철폐 위원회의 우려를 인정한 것이다.
2018년 1월 기준으로, 한국은 2015년 유엔 인권위원회가 권고했던 차별금지법이 여전히 결여되어 있었다. 보도에 따르면 이 법은 "국민들의 공감대 부족"으로 인해 교착상태에 빠져 있다고 한다. 결과적으로, 사람들은 그들의 민족성 때문에 사업소나 택시에서 서비스를 받지 못하게 되는 것이 일반적이다.
2018년 7월, 제주도에 도착한 예멘 난민들에 대한 대규모 시위가 한국에서 분노를 일으켰다.
국가인권위원회가 2019년 국내 외국인 거주자를 대상으로 실시한 설문조사에 따르면 응답자의 68.4%가 인종 차별을 경험했다고 답했으며, 한국어 능력(62.3%) 때문에 경험했다고 답한 응답자는 한국인이 아니거나 인종(59.7%)44.7%). 차별을 막기 위한 법률은 2007년, 2010년, 2012년에 제기되었지만, 이 법안은 주로 보수적인 개신교 신자들에 의해 반대에 부딪혔다. 또 다른 시도는 2020년에 정의당이 "성, 장애, 나이, 언어, 출신 국가, 성적 지향, 신체적 조건, 학력 그리고 다른 어떤 이유에 근거한 모든 종류의 차별을 금지하려는" 시도를 했다.

## 이민자를 향한 인종차별주의
미등록 이주 아동들은 한국 상대국들이 누리는 많은 권리들을 갖지 못한 채 방치되고 있다. 난민 지위를 결정하는 과정은 "난민을 보호하기 위한 것이 아니라 그들을 막기 위한 것"이다.
문화와 언어의 다른 차이와 함께, 차별과 기본적인 서비스에 대한 접근의 부족은 난민들과 망명자들, 특히 북한에서 온 이주민들에 의해 직면한 장벽들 중 일부이다. 많은 여성 외국인 배우자들은 가정 폭력과 차별의 피해자이다. 현행법의 보호를 받지 못하면 이러한 사례는 보고되지 않거나 보고되지 않는 경우가 많다.
이주 노동자들은 그들의 오래된 고용주의 허락을 받아야만 직업을 바꿀 수 있다. 농업, 중소기업, 국내 서비스업에서 일하는 이주 노동자들은 그들의 업무의 일시적인 특성 때문에 차별에 가장 취약하다.

## 현대적 이슈

### 코로나 바이러스 대유행
코로나-19 위기 동안, 한국에 살고 있는 140만 명의 외국인들이 정부의 보조금 계획에서 제외되는데, 이 계획에는 한국 가정에 대한 최대 100만 원의 구호 자금이 포함되어 있다. 비록 모든 사람들이 바이러스에 감염되기 쉽지만, 한국 시민들과 결혼한 외국인들만이 "한국과의 강한 유대" 때문에 이 돈을 받을 자격이 있다.
2020년의 코로나-19 대유행은 한국의 학교를 완전히 온라인으로 전환하게 했지만, 이민자와 난민 아이들은 그들을 위한 적절한 온라인 커리큘럼의 부족으로 인해 적절한 교육 기회를 받지 못했다.

## 추가 자료
- Schmid, Andre (2002). 《Korea Between Empires》. Columbia University Press. ISBN 9780231506304. -제국 사이 한국
- Shin, Gi-Wook (2006). 《Ethnic Nationalism in Korea》. Stanford, California: Stanford University Press. ISBN 9780804754088. 2015년 4월 5일에 확인함.- 한국내 윤리 민족주의
- Shin, Gi Wook (2012년 11월 1일). 〈Racist South Korea? Diverse but not tolerant of diversity〉.   Rotem Kowner; Walter Demel. 《Race and Racism in Modern East Asia: Western and Eastern Constructions》. BRILL. 369쪽. ISBN 978-90-04-23729-2.- 한국의 인종주의> 다양하지만 다양성을 용인하지 않는다.
- Watson, Iain (2010). “Multiculturalism in South Korea: A Critical Assessment”. 《Journal of Contemporary Asia》 40 (2): 337–346. doi:10.1080/00472331003600549. S2CID 154968115.-한국내 다문화-비평적인임무

## 같이 보기
- 반한 감정
- 제주 4·3 사건
- 제주인
- 한국의 민족주의